# Rebelião de Ogaden de 1963–1965
A rebelião de Ogaden de 1963–1965 foi uma revolta e insurgência da população somali da região de Ogaden no Império Etíope contra tentativas de tributação e assimilação cultural pelo governo do Imperador Haile Selassie. O líder somali Mukhtal Dahir, um membro fundador da Liga da Juventude Somali, liderou a insurgência depois que as demandas por autodeterminação por líderes regionais foram consistentemente ignoradas. A rebelião, que em seu auge controlou quase 70% da região de Ogaden, originou-se de tensões de longa data entre as populações somali e etíope, exacerbadas por duras repressões militares e expedições punitivas por forças etíopes.
Apesar de os rebeldes receberem apoio material do governo somali, operaram independentemente de Mogadíscio. As tentativas do governo etíope de retomar o controle sobre a região foram impedidas pelo terreno desafiador para o exército e pelas táticas de guerrilha eficazes dos rebeldes. No entanto, a 3.ª Divisão do Exército Imperial Etíope, após uma campanha aérea e reagrupamento, conseguiu recuperar porções significativas do território, embora a insurgência persistisse.
A resposta do Imperador Haile Selassie à rebelião envolveu medidas repressivas e punições coletivas contra a população somali, levando a uma grave deterioração nas relações etíope-somali e preparando o terreno para a Guerra da Fronteira Etíope-Somali de 1964. A guerra resultou em uma diminuição na atividade insurgente, mas o impacto da rebelião continuou. Apesar do armistício entre o Império Etíope e a República Somali, os rebeldes de Ogaden, vendo sua luta como separada, juraram continuar sua resistência. Em 1965, a rebelião havia diminuído em grande parte, embora elementos insurgentes permanecessem ativos até a formação da Frente de Libertação da Somália Ocidental em 1973.

## Contexto
Após a Segunda Guerra Mundial, os líderes somalis na região de Ogaden do Império Etíope defenderam persistentemente a autodeterminação. Apesar de seus esforços, tanto o governo etíope quanto as Nações Unidas consistentemente desconsideraram suas demandas. Na década de 1950, os líderes somalis começarem a recrutar secretamente seguidores para uma aguardada rebelião sob a égide de duas organizações: Nasrallah, um termo árabe que significa "sacrifício pela causa de Alá", e a Companhia de Ogaden para o Comércio e a Indústria. Mukhtal Dahir, um desses líderes, foi o fundador da filial da Liga da Juventude Somali em Harar em 1946 e desempenhou um papel fundamental na revolta de Jijiga em 1949. Após a revolta, procurou refúgio na Somália, mas foi preso pela Administração Militar Britânica responsável pela Somália após a Segunda Guerra Mundial e depois entregue ao governo etíope. Dahir recebeu uma sentença de morte, mas foi posteriormente perdoado e passou os dez anos seguintes na prisão em Adis Abeba.
Em sua primeira visita pós-guerra à região, o imperador etíope Halie Selassie anunciou em 25 de agosto de 1956 que o povo somali era, "...por raça, cor, sangue e costumes, membros da grande família etíope". Ele aconselhou os moradores de Ogaden a aceitar a assimilação cultural aprendendo a língua amárica, descartou a possibilidade dos somalis de Ogaden aderirem a um futuro Estado somali independente e finalmente convidou todo o povo somali a se juntar à Etiópia.
Em abril de 1961, um grupo de quase 100 refugiados somalis chegando em Hargeisa a partir da cidade de Degehabur em Ogaden relatou que o exército etíope havia cercado a cidade e então metralhado os moradores. Referindo-se ao incidente como um massacre, os refugiados alegaram que o ataque resultou na morte de mais de 150 somalis. A represália ocorreu em resposta a uma petição criada por líderes somalis na região solicitando a independência da Etiópia. No ano seguinte, Mukthal Dahir seria libertado e nomeado comissário distrital de Degehabur.

## Deflagração
Em 16 de junho de 1963, o governo etíope começou suas primeiras tentativas de arrecadar impostos na região de Ogaden, enfurecendo muito a população somali já descontente, já que viveram sem tributação durante séculos. Em Hodayo, um balneário ao norte de Werder, 300 homens de Nasrallah escolheram Mukhtal Dahir para liderar uma insurgência contra os etíopes sob a bandeira do al-Jaysh ( الجيش em árabe) ou Jabhada (a frente). O grupo era mais comumente chamado de Nasrallah, embora frequentemente chamado por estrangeiros de Frente de Libertação de Ogaden. A organização formaria a base da futura Frente de Libertação da Somália Ocidental. Alguns dos guerrilheiros foram equipados pelo governo somali, embora Dahir alegasse mais tarde que o único apoio substancial que eles receberam da Somália estava relacionado ao tratamento de feridos e ao acolhimento de refugiados.

## A insurreição do Nasrallah
Durante vários meses, a insurgência lutou contra o exército etíope, passando de apenas 300 para cerca de 3.000 a 12.000 insurgentes  (as estimativas variam muito) e posteriormente formando um "governo de libertação". Muitos somalis neutros de Ogaden foram alienados pela perda de parentes, rebanhos e casas em ataques de represália etíopes em suas aldeias fronteiriças, inflamando a resistência. No auge, as forças combinadas dos insurgentes controlavam quase 70 por cento da região de Ogaden. Principalmente, suas operações foram conduzidas nas províncias etíopes de Hararghe e Bale. Em uma tentativa de controlar a população em grande parte nômade da região durante 1963, uma divisão do Exército Imperial Etíope baseada em Harar incendiou aldeias somalis e realizou matanças em massa de gado. Os poços de água foram metralhados por aeronaves para controlar os somalis, negando-lhes acesso à água. Milhares de residentes foram expulsos de Ogaden para a Somália como refugiados.

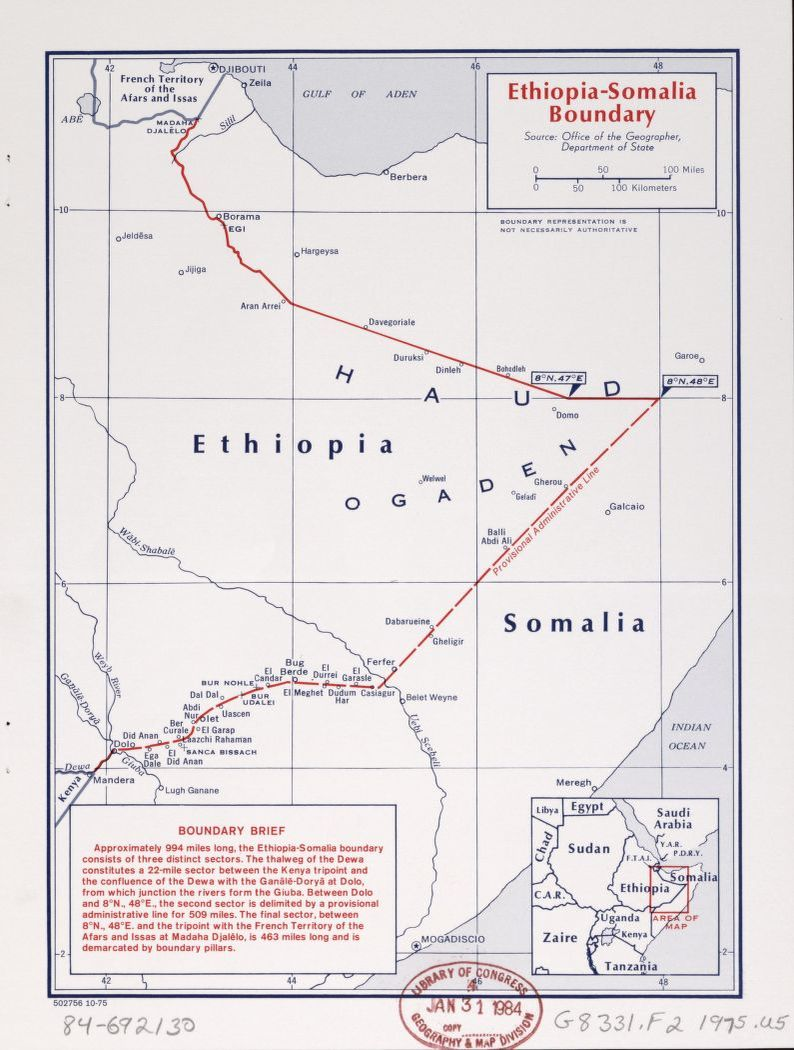
Região de Ogaden e fronteira Etiópia-Somália

O surpreendente sucesso inicial das insurgências é atribuído à vantagem do terreno que Ogaden oferecia, ideal para táticas tradicionais de guerrilha de bater e correr, colocando as tropas mecanizadas em grande desvantagem. Os insurgentes aprimoraram suas habilidades em emboscar comboios militares, levando o exército etíope a restringir suas operações a centros administrativos. Em resposta, esses centros foram reforçados e mobilizaram patrulhas motorizadas, que foram repetidamente emboscadas por rebeldes que buscavam obter armas. O desempenho medíocre do exército etíope contra os insurgentes reforçou sua confiança, encorajando-os a expandir suas atividades. No entanto, suas táticas de bater e correr acabaram se mostrando insuficientes para enfraquecer o controle estratégico do Império Etíope.
De acordo com a Agência Central de Inteligência, o Ministro da Defesa etíope, General Merid Mengesha, seria criticado pelo fraco desempenho dos militares contra os rebeldes de Ogaden.
O governo etíope argumentou que o conflito resultou do envio de bandidos armados através da fronteira pela Somália para assediar o país e levá-lo a ceder uma grande fatia do território etíope, ao que o governo somali negou repetidamente que tenha inspirado ou fomentado os problemas em Ogaden. Apesar das alegações do governo etíope, foi amplamente reconhecido que o governo somali não poderia afirmar nenhum controle real sobre os insurgentes de Ogaden, pois os rebeldes deixaram claro que não estavam dispostos a receber ordens de Mogadíscio, apesar de desejarem seu reconhecimento. Um relatório da CIA apresentado ao presidente estadunidense Lyndon B. Johnson, concluiria: “As autoridades somalis não mostram capacidade de controlar os membros das tribos cujas depredações enfurecem tanto os etíopes”.

### Supressão da insurgência e primeiros confrontos fronteiriços
Em agosto de 1963, as forças etíopes se reagruparam e a 3.ª Divisão do Exército Imperial atravessou o Ogaden com relativa facilidade, auxiliada por uma campanha aérea de oito semanas contra alvos somalis em ambos os lados da fronteira e a inexperiência dos guerrilheiros. Apesar de recuperar o controle de grandes porções da região, a 3.ª Divisão não conseguiu acabar com a insurgência.
Em setembro de 1963, os insurgentes teriam cerca de 3.000 membros. Os rebeldes foram severamente prejudicados pela falta de uma estrutura de comando integrada e armamento necessário para combater a 3.ª Divisão. Naquele outono, os insurgentes foram notados como ativos em Degehabur, Wardheer, Qabridahare, Fiq, Godey e Kelafo, onde invadiram delegacias de polícia e emboscaram comboios do exército.
O imperador etíope Haile Selassie respondeu à insurreição com  investidas brutais e repressivas contra os somalis na região de Ogaden. O governo etíope começou a montar expedições punitivas contra os nômades somalis, que consistiam na destruição total ou confisco de gado nas comunidades pastoris nômades somalis. A mais infame dessas represálias foi na cidade de Degehabur, no que ficou conhecido localmente como o "Massacre de Kanone". Degehabur foi bombardeada por artilharia de um terreno alto próximo, o que foi seguido por uma onda de assassinatos quando as tropas do exército mais tarde entraram no assentamento. Em outro incidente notável após a atividade rebelde na cidade de Shilabo, o exército etíope bloqueou e bombardeou a cidade para punir os habitantes. As notícias destas repressões agravaram as relações já deterioradas entre a Somália e a Etiópia, e os confrontos entre as suas forças começaram a eclodir no final de 1963 e no início de 1964. Embora o governo e o exército somalis recém-formados fossem debilitados, sentiram-se pressionados e obrigados a responder ao que os cidadãos somalis percebiam amplamente como opressão dos seus irmãos por uma ocupação militar etíope.

## Guerra fronteiriça de 1964 e declínio
Durante a guerra de 1964, a maior parte da atividade insurgente em Ogaden foi interrompida quando os rebeldes foram reforçar a fronteira somali. Após a guerra, a insurgência declinou sob pressão militar da Etiópia e pressão diplomática da Somália.

### Pós-guerra
Foi amplamente reconhecido durante as negociações de Cartum que qualquer acordo de paz com o governo somali não deteria a insurgência no Ogaden e vários observadores internacionais professaram a crença de que nenhum progresso genuíno e duradouro poderia ser feito a menos que um grau de reconhecimento fosse dado à natureza do movimento de libertação de Ogaden, que muitos consideravam como um movimento de independência genuíno. Essas preocupações foram confirmadas após a assinatura do acordo de paz entre a Somália e a Etiópia, quando o líder da insurgência de Ogaden, Muktal Dalhir, declarou que ignoraria a trégua, afirmando:
"Meu povo não está sob a jurisdição de ninguém e não recebe ordens de ninguém além de mim. Não temos intenção de observar nenhum cessar-fogo. Nossa luta com a Etiópia não tem nada a ver com a Somália. Somos indiferentes à posição do governo, embora ainda esperemos e tenhamos esperança de que nosso movimento seja reconhecido tanto pela Somália quanto pelo mundo."
Após a guerra, os militares etíopes mais uma vez começaram a tomar medidas punitivas contra os somalis de Ogaden. Em maio e julho de 1964, mais de 22.000 animais domésticos foram mortos ou confiscados pelas tropas etíopes, devastando a fonte de renda mais preciosa dos nômades somalis, resultando no que equivalia a uma guerra econômica contra o modo de vida nômade. O governo etíope também introduziu uma nova política de registro de terras para encorajar os camponeses amhara a se reinstalarem nas valiosas pastagens dentro e ao redor de Ogaden que eram usadas pelos rebanhos dos nômades somalis como áreas de pastagem. Sob as novas leis, os nômades não tinham nenhuma reivindicação reconhecida a esses territórios e foram perseguidos pelos militares como resultado. Os poços frequentados pelos nômades somalis foram envenenados e novos foram criados para a migração dos camponeses amhara.
Por quase um ano após a guerra, a maioria das principais cidades somalis em Ogaden estavam sob administração militar e toque de recolher.
Em 1965, uma delegação do "governo revolucionário provisório de Ogaden" visitou a Síria para protestar contra a agressão etíope. Em 1965, os insurgentes ficaram sem munição e estavam sendo expulsos da região pelo exército imperial, embora elementos insurgentes permanecessem ativos até a formação da Frente de Libertação da Somália Ocidental em 1973.

## Nota
- Este artigo foi inicialmente traduzido, total ou parcialmente, do artigo da Wikipédia em inglês cujo título é «1963–1965 Ogaden rebellion».